# فيكتور مارتين
فيكتور مارتين (بالإسبانية: Victor Martín)‏ هو سباح إسباني، ولد في 25 سبتمبر 1993.

## وصلات خارجية
- فيكتور مارتين على موقع أوليمبيديا (الإنجليزية)